# Tout Puissant Mazembe
El Tout Puissant Mazembe Englebert, antigament anomenat TP Englebert, és un club de futbol congolès de la ciutat de Lubumbashi.

## Història
El club va ser fundat el 1939 per monjos benedictins de l'Institut de Sant Bonifaci d'Élisabethville (Lubumbashi), amb la intenció de diversificar les activitats dels estudiants. El club s'anomenà FC Saint Georges i s'afilià a la Royal Federation of the Native Athletic Associations (FRASI). L'any 1944 el club canvià de nom pel de Saint Paul FC i, posteriorment, quan els missioners abandonaren la direcció del club, passà a anomenar-se FC Englebert. Més tard adoptà les denominacions Tout Puissant Englebert (tot poderós Englebert) i Tout Puissant Mazembe.

## Palmarès
- Lliga de Campions de la CAF
  - 1967, 1968, 2009, 2010
  - Finalista el 1969, 1970
- Recopa africana de futbol
  - Guanyador : 1980
- Lliga de la República Democràtica del Congo de futbol[3]
  - 1966, 1967, 1969, 1976, 1987, 2000, 2001, 2006, 2007
- Copa de la República Democràtica del Congo de futbol[4]
  - 1966, 1967, 1976, 1979, 2000
- Lliga provincial de Katanga (LIFKAT)
  - 2006, 2007

## Jugadors destacats
- Ilunga Mwepu
- Janvier Besala Bokungu
- Papin Alakiaku Bananga
- Patou Kabangu
- Pierre Kalala
- Ntumba Kalala
- André Kalonzo
- Eric Kateng
- Pierre Katumba
- Robert Kazadi
- Sony Mpinda
- Eric Nkulukuta
- Mukinay Tshani
- Martin Tshinabu
- Boule Tshizeu
- Saïdi Léonard